# Grijze halfmaki
De grijze halfmaki (Hapalemur griseus) is een zoogdier uit de familie van de maki's (Lemuridae). De wetenschappelijke naam van de soort werd voor het eerst geldig gepubliceerd door Johann Heinrich Friedrich Link in 1795. Deze soort wordt ook wel de oostelijke grijze halfmaki genoemd, omdat twee voormalige ondersoorten de status van soort is toegekend: Hapalemur occidentalis en Hapalemur meridionalis.

## Beschrijving

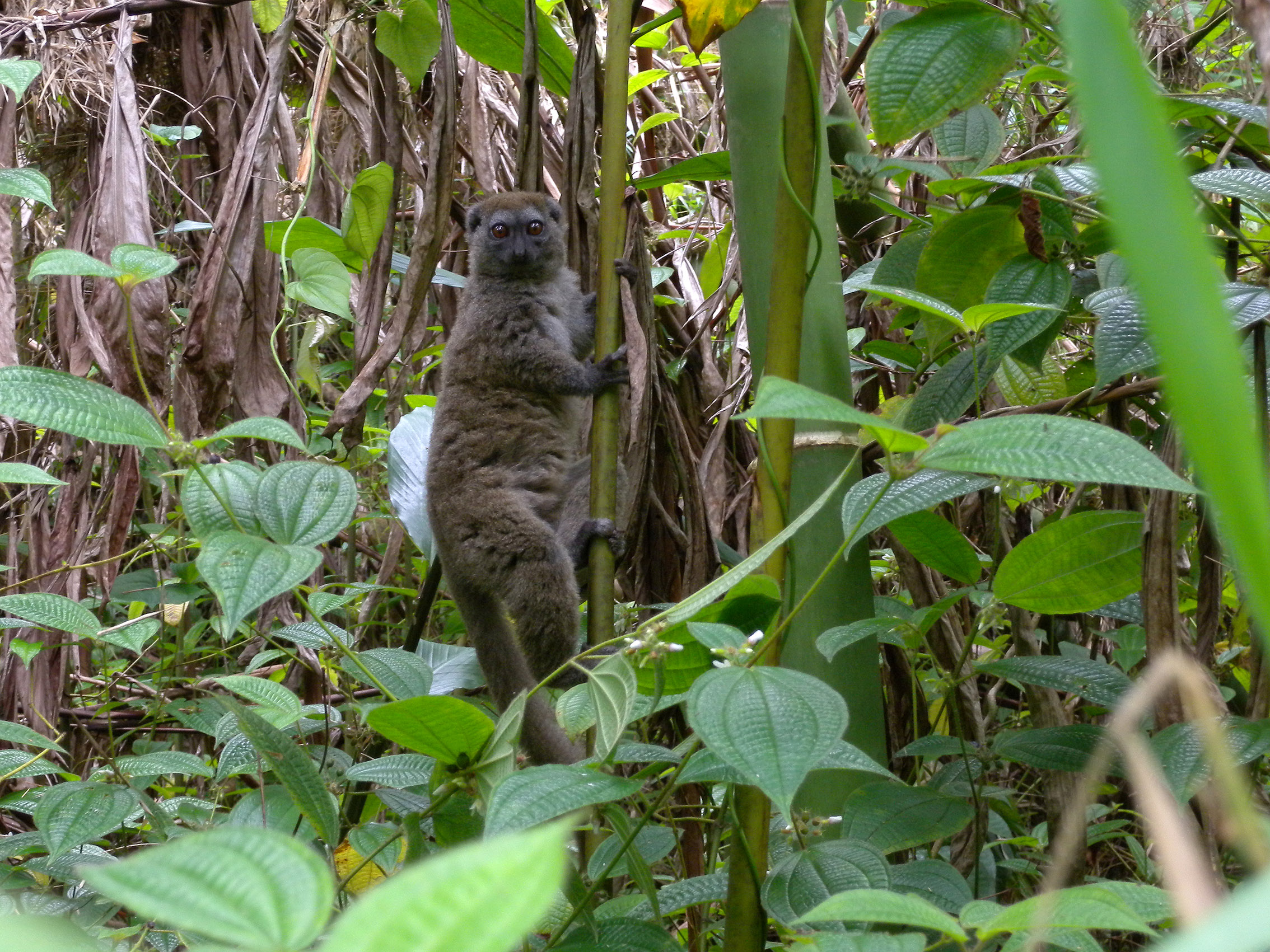
Grijze halfmaki in zijn leefgebied in het nationale park Marojejy.

De grijze halfmaki behoort tot de kleinere soorten halfmaki's. Hij heeft een grijze tot olijfkleurige vacht van boven naar de schouders toe neigt de kleur meer naar roodbruin, vooral bij dieren in het zuidelijk deel van het verspreidingsgebied. De snuit is kort, zoals bij alle halfmaki's. De buik is vuilwit tot lichtgrijs van kleur.
Een volwassen grijze halfmaki heeft een kop-romplengte van 24 tot 30 cm, een staartlengte van 32 tot 40 cm en een lichaamsgewicht van 0,75 tot 1,05 kg.

## Leefgebied
De grijze halfmaki leeft in vochtige regenwouden gemengd met bamboebos in het oosten van Madagaskar op een hoogte van maximaal 1600 m boven de zeespiegel. In het noorden grenst het verspreidingsgebied aan dat van Hapalemur occidentalis en in het zuiden met dat van Hapalemur meridionalis.
Het is een bewoner van regenwoud met bamboe en meer dan driekwart van zijn dieet bestaat uit de jonge scheuten en bladeren van bamboe.
De grijze halfmaki leeft in familiegroepjes, bestaande uit twee tot zeven individuen. In 1979 werd de dichtheid nog geschat op 47 tot 62 individuen/km² .

## Bedreigingen
De grijze halfmaki is kwetsbaar want er wordt veel op gejaagd voor het vlees en het dier wordt als huisdier gehouden. Verder verdwijnt er leefgebied door zwerflandbouw (slash-and-burn) en andere vormen van ontbossing waarbij bamboe verloren gaat. De achteruitgang in aantal bedraagt 30% in 27 jaar; dat is drie generaties, 1,3% per jaar, 11,2% per generatie. Daarom staat de grijze halfmaki als kwetsbaar op de Rode Lijst van de IUCN.

## Ondersoorten
De soort heeft de volgende drie ondersoorten:
- Hapalemur griseus griseus (Link, 1795) – komt voor in het noordoosten van de verspreiding, tussen de rivieren Onibe en Onive.
- Hapalemur griseus gilberti Rabarivola et al., 2007 – alleen bekend van een klein gebied rond Beanamalao.
- Hapalemur griseus ranomafanensis Rabarivola et al., 2007 – komt voor in het westelijke en zuidoostelijke deel van het verspreidingsgebied. Komt in het zuidoosten voor ten zuiden van de Onive-rivier.